# 셰이 웨버
셰이 마이클 웨버(영어: Shea Michael Weber, 1985년 8월 14일~)는 캐나다의 아이스하키 선수이다. 포지션은 수비수로 내셔널 하키 리그(NHL)의 팀인 내슈빌 프레더터스와 카나디앵 드 몽레알에서 뛰었다. NHL 올스타전에 출전한 경력이 있으며, 올림픽에서 금메달 2개를 획득하기도 했다.

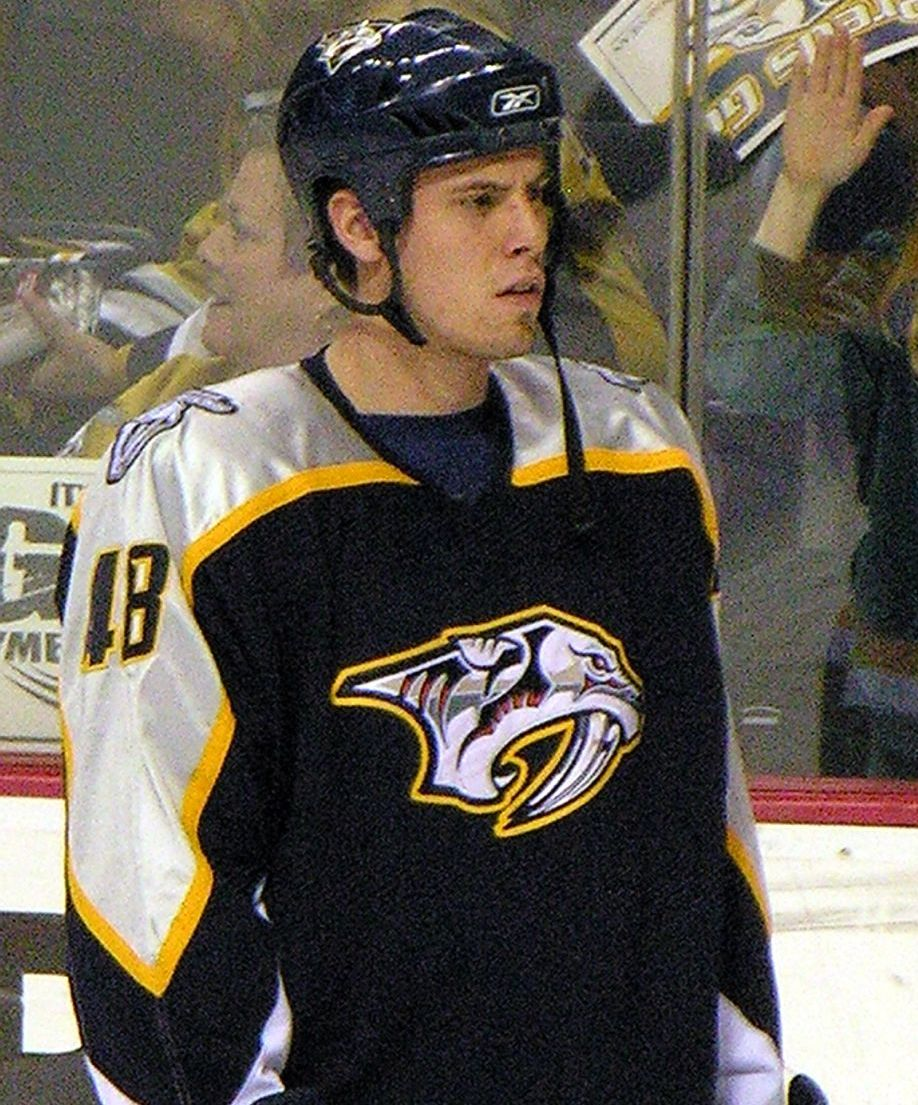
2006년 내슈빌 프레더터스 선수 시절의 웨버

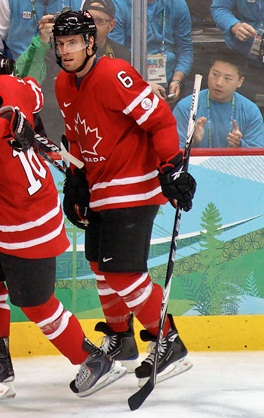
2010년 동계 올림픽 미국전 당시 캐나다 대표팀 선수로 뛴 웨버